# Metophthalmus clarki
Metophthalmus clarki is een keversoort uit de familie schimmelkevers (Latridiidae). De wetenschappelijke naam van de soort werd in 2001 gepubliceerd door Fred Gordon Andrews.